# Terdżola
Terdżola – miasto w Gruzji, w regionie Imeretia. W 2014 roku liczyło 4644 mieszkańców.